# Фільм Запрудера
Фільм Запрудера — 26-секундний німий любительский відеозапис, створений Абрагамом Запрудером 22 листопада 1963 року у Далласі, США. Запис зафіксував рух президентського кортежу Джона Кеннеді по Ділі-Плаза, зокрема момент замаху на президента, що став причиною його смерті близько години потому. Фільм став вагомим речовим доказом для комісії Воррена, яка розслідувала обставини вбивства Кеннеді. 1994 року фільм був внесений до Національного реєстру фільмів США, куди включаються фільми, що мають визначний культурне, історичне чи естетичне значення.

## Створення
Фільм був знятий Абрагамом Запрудером 8-мм плівку любительською камерою виробництва Bell & Howell 22 листопада 1963 року. Тривалість фільму становить 26 секунд, сам запис складається з 486 кадрів.
Наступного дня Запрудер продав запис журналу Life за 150 000 доларів. Від імені видання журналіст Річард Столлі, який прилетів до Далласа з Лос-Анджелеса після полудня, отримав від фріланс-журналістки Петсі Свонк повідомлення, що «один бізнесмен взяв з собою камеру на Ділі-Плаза і засняв убивство президента», зазначивши й прізвище автора. За допомогою телефонного довідника Столлі знайшов ймовірного творця запису і зв'язався з ним того ж вечора. Запрудер заборонив журналу публікувати 313-й кадр, який забражував момент смертельного поранення Кеннеді у голову.